# Un privé à L.A.
Pour plus de détails, voir Fiche technique et Distribution.
Un privé à L.A. (Where's Marlowe?) est un film américain de Daniel Pyne sorti en 1998.

## Fiche technique
Sauf indication contraire, les informations mentionnées dans cette section peuvent être confirmées par la base de données cinématographiques IMDb,  présente dans la section « Liens externes ».
- Titre original : Where's Marlowe?
- Titre français : Un privé à L.A.
- Réalisation : Daniel Pyne
- Scénario : John Mankiewicz et Daniel Pyne
- Direction artistique : Chris Cornwell
- Décors : Larry Dias et Nancy Nye
- Costumes : Mary Zophres
- Photographie : Greg Gardiner
- Montage : Les Butler
- Musique : Michael Convertino
- Production : Clayton Townsend (en)
- Sociétés de production : Sandblast et Paramount Classics
- Sociétés de distribution : Paramount Classics (États-Unis), United International Pictures (France)
- Budget : 25 millions de dollars
- Pays d'origine : États-Unis
- Format : Couleurs - 2,35:1 - Dolby - 35 mm
- Genre : Comédie
- Durée : 97 minutes
- Dates de sortie[1] :
  -  États-Unis : 1er octobre 1998

## Distribution
- Miguel Ferrer : Joe Boone
- John Livingston : A.J. Edison
- Mos Def : Wilt Crawley
- John Slattery : Kevin Murphy
- Allison Dean : Angela
- Clayton Rohner : Sonny "Beep" Collins
- Elizabeth Schofield : Monica Collins
- Barbara Howard : Emma Huffington
- Miguel Sandoval : Skip Pfeiffer
- Bill McKinney : l'oncle Bill
- Lisa Jane Persky : Jenny
- Nicki Micheaux : Caroline
- Kamala Lopez : Penny
- Wendy Benson : Heather
- Sarabeth Tucek : Rikki
- Olivia Rosewood : Stacy / Fawn
- John Hawkes : Earl
- David Newsom (en) : Jake Pierson
- Kirk Baltz : Rivers
- Ken Jenkins : Linguist
- Wendy Crewson : Dr. Ninki Bregman
- Erich Anderson : le détective Simmons
- Alexandra Bokyun Chun : le détective Hsu
- Joyce Guy : la mère de Wilt
- Patrick Egan : le père de A.J.
- Connie Sawyer : la mère de Skip
- Brent Jennings : le directeur funéraire
- Don Keith Opper (en) : le compositeur
- Brent Roam : l'homme en colère
- Heather McComb : Une épouse de triomphe
- Julia Kruis : Une femme magnifique
- Giancarlo Esposito : l'homme aveugle